# Moinești
Moinești er en by i distriktet Bacău i Rumænien med 19.728 (2021) indbyggere..
Tristan Tzara, en af dadaismens grundlæggere, blev født her i 1896.